# Ottré
Ottré is een dorp in de Belgische provincie Luxemburg. Het ligt in Bihain, een deelgemeente van Vielsalm. Ottré ligt ruim twee kilometer ten noordoosten van het centrum van Bihain.
In Ottré ontspringt de Golnay. Het mineraal ottreliet werd vernoemd naar dit dorp, alwaar het in 1809 werd ontdekt.

## Geschiedenis
Op de Ferrariskaart uit de jaren 1770 staat de plaats weergegeven als het dorp Ottrez in het zuiden van het Abdijvorstendom Stavelot-Malmedy.
Op het eind van het ancien régime, toen tijdens de Franse bezetting de gemeenten werden gecreëerd, werd Ottré een gemeente, waarin ook het gehucht Hébronval lag. In 1823 werden bij gemeentelijke herindelingen in Luxemburg veel kleine gemeenten samengevoegd en Ottré werd met Hébronval bij de gemeente Bihain gevoegd.
Bij de gemeentelijke fusies van 1977 werd Bihain, met daarbij Ottré, bij de gemeente Vielsalm gevoegd.

## Bezienswaardigheden
- De Église Saint-Séverin

Deelgemeenten: Bihain · Grand-Halleux · Petit-Thier · Vielsalm

Overige dorpen: Bêche · Burtonville · Cahay · Commanster · La Comté · Dairomont · Ennal · Farnières · Fraiture · Goronne· Hébronval · Joubiéval · Neuville · Ottré · Petit-Halleux · Petit-Tailles · Provedroux · Regné · Rencheux · Salmchâteau · Ville-du-Bois 

Belgische gemeenten · Arrondissement Bastenaken · Luxemburg · Wallonië